# Койву, Саку
Са́ку А́нтеро Ко́йву (фин. Saku Antero Koivu; 23 ноября 1974, Турку, Финляндия) — финский хоккеист, центральный нападающий, чемпион мира 1995 года и четырёхкратный призёр Олимпийских игр. Прозвище — «Капитан К» (англ. Captain K). 
На драфте НХЛ 1993 года был выбран в 1-м раунде под общим 21-м номером командой «Монреаль Канадиенс». Провёл в «Монреале» 13 сезонов. До 2009 года был капитаном команды.
Интересно, что младший брат Сако, Микко Койву был капитаном клуба НХЛ «Миннесота Уайлд».
Всего за карьеру провёл в регулярных чемпионатах НХЛ 1124 матчей, в которых набрал 832 очка (255 шайб + 577 передач). По набранным очкам в регулярных чемпионатах занимает третье место среди финских хоккеистов в истории НХЛ (по состоянию на момент окончания карьеры), уступая только Теему Селянне (1406) и Яри Курри (1398).
В 2001 году у Саку был диагностирован рак — лимфома Беркита. Хоккеист лечился от страшного диагноза почти год и в апреле 2002 года вернулся на лед, сыграв 8 минут, в которые не прекращались аплодисменты трибун.
На Олимпийских играх и чемпионатах мира в 1993—2010 годах сыграл за сборную Финляндии 79 матчей, в которых набрал 86 очков (26+60).
С 2006 года входит в комиссию спортсменов МОК.

## Награды
- Серебряный призёр Олимпиады 2006
- Бронзовый призёр Олимпиады 1994, 1998, 2010
- Чемпион мира 1995 (20-летний Койву был признан лучшим нападающим турнира и включён в символическую сборную)
- Серебряный призёр чемпионата мира 1994 и 1999
- Бронзовый призёр чемпионата мира 2008 года
- Билл Мастертон Трофи, 2002 («Монреаль Канадиенс»)
- Участник матча «Всех звёзд» НХЛ (2 раза)(1998,2003)
- Кинг Клэнси Трофи — 2007

## Достижения
- Первый европеец-капитан команды «Монреаль Канадиенс»
- Самое долгое пребывание на посту капитана в истории «Монреаль Канадиенс»  (1999—2009)
- Лучший игрок чемпионатов мира 1994, 1995, 1999
- Лучший нападающий чемпионатов мира 1995, 1999
- Лучший бомбардир чемпионатов мира 1999
- Лучший игрок Олимпийских игр 2006 в Турине
- Лучший бомбардир Олимпийских игр 2006 в Турине
- Капитан сборной Финляндии по хоккею 1998—2010

## Статистика
| Легенда | Легенда                    | Легенда | Легенда                   | Легенда | Легенда    |
| ------- | -------------------------- | ------- | ------------------------- | ------- | ---------- |
| И       | Количество проведённых игр | Штр     | Штрафное время            | +/−     | Плюс-минус |
| Г       | Голы                       | П       | Голевые передачи          | О       | Очки       |
| -       | Статистика неизвестна      | —       | Статистика не учитывалась |         |            |